# Holztür von St. Maria im Kapitol

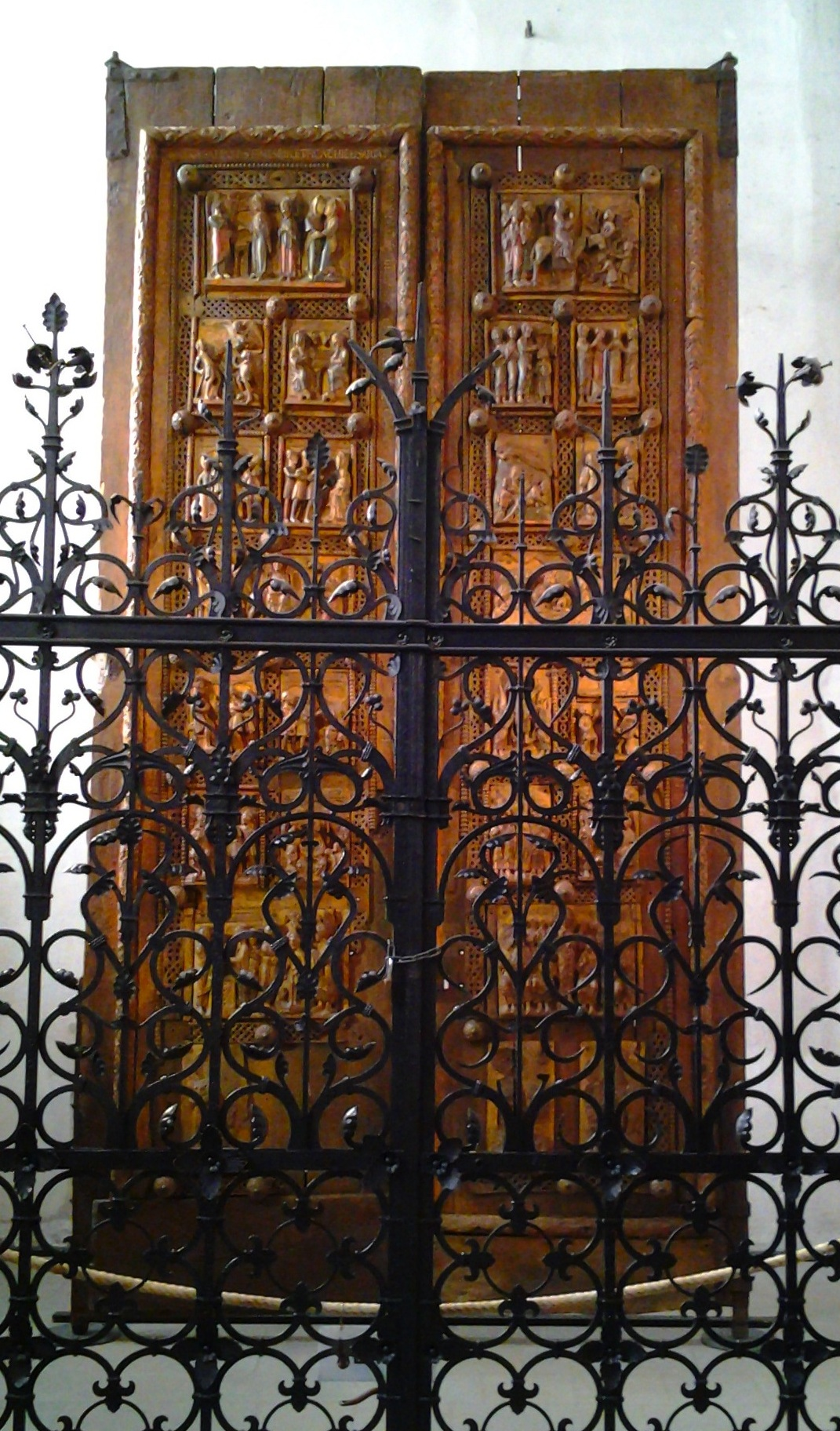
Holztür von St. Maria im Kapitol in Köln

Die romanische Holztür von St. Maria im Kapitol ist eine zweiflügelige Holztür, die um die Mitte des 11. Jahrhunderts entstanden ist. Sie ist im südlichen Seitenschiff der Kirche St. Maria im Kapitol in Köln ausgestellt und zählt zu den bedeutendsten, da einzigen, nahezu vollständig erhaltenen Holztüren der Zeit. Sie wurde mit der Vollendung der Kirche um 1060 am stadtseitigen Portal der Nordkonche angebracht, jedoch in den 1930er Jahren, zum Schutz vor Verwitterung, in den Innenraum gebracht und restauriert. Daher ist sie noch heute in sehr gutem Zustand und es sind Reste der ursprünglichen Farbfassung zu erkennen. Die zwei Torflügel zeigen 26 Reliefs mit Szenen aus dem Leben Christi. Sie bilden den wichtigsten noch erhaltenen christologischen Reliefzyklus aus dem 11. Jahrhundert. In ihrer Bedeutung wurde die Türe seit dem 19. Jahrhundert erkannt. In Mitteleuropa sind nurmehr einzelne mittelalterliche Bronzetüren dieser Art erhalten, aus Holz gefertigt ist die Kölner Tür inzwischen jedoch einzigartig.

## Standorte der Tür

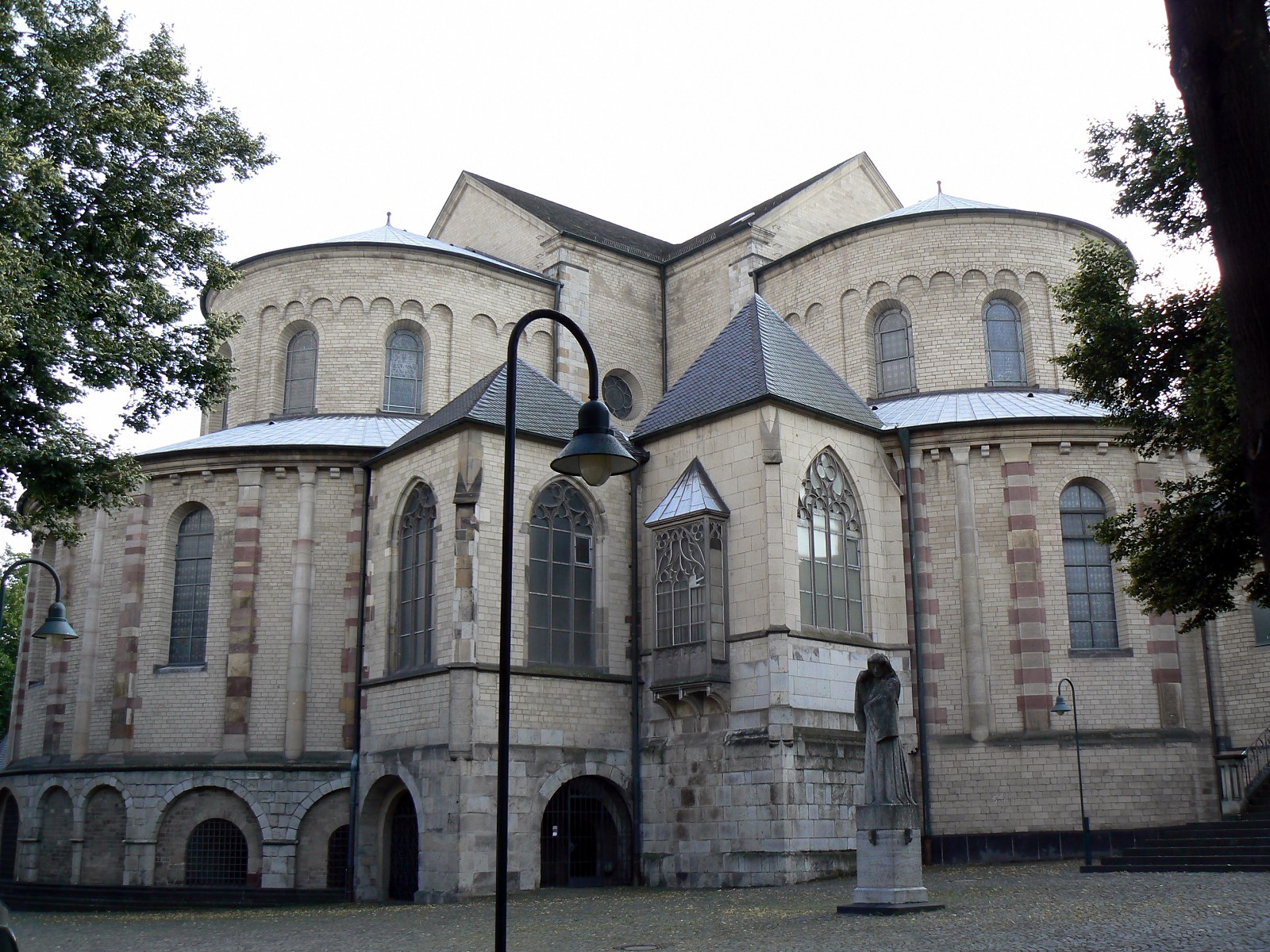
St. Maria im Kapitol, Köln 2007

Seit der Mitte des 11. Jahrhunderts befanden sich die beiden Türflügel am nördlichen Hauptportal der zur Stadt hin liegenden Querhauskonche. Da St. Maria im Kapitol damals noch Kölns größtes Kloster war, wurde zu besonderen Anlässen vor dieser Türe der Kaiser von der Äbtissin begrüßt. Es führte nur eine Holzbrücke zum Haupteingang, denn das Kloster befand sich auf dem sogenannten Kapitolshügel und die Nordkonche lag höher als der restliche Bau.
Ab dem 12. Jahrhundert wurde das Tor jedoch von einer Vorhalle umgeben und somit geschützt. Eine solche Vorhalle wurde auch an der Südkonche gebaut. 
1832 wurden beide Vorhallen wieder abgerissen und vereinfacht wieder aufgebaut. Dies hatte zur Folge, dass die Reliefs auf den Türflügeln durch die Dunkelheit verschmutzten.
Anfang des 20. Jahrhunderts wurden sie dann jedoch aus dem Türrahmen genommen und in eine Ecke der Vorhalle gestellt, somit verschlossen sie nicht mehr die Kirche. Um das Tor zu schützen, wurde ein Drahtgitter davor gebaut, was gute Fotografien des Objekts fast unmöglich machte. Kurz vor der Jahrhundertwende fertigte man jedoch einen Gipsabdruck an, der von da an als fotografisches Modell diente. Dieser ging vor dem Zweiten Weltkrieg verloren und man musste sich mit einer Fotografie des Gipsabdrucks behelfen.
1935 wurde festgestellt, dass die drei Konchen einsturzgefährdet sind und so verlegte man den Haupteingang aus dem Norden in den Westen. Dieser Eingang diente früher als Zugang zum Kreuzgang und den ehemaligen Stiftsgebäuden. Dort befindet sich noch heute der offizielle Eingang und genau nebenan wurde das Pfarrzentrum und ein Kindergarten sowie eine Bibliothek errichtet. 
Im Zweiten Weltkrieg wurden die Torflügel zum Schutz vor Schäden durch Luftangriffe aus der Kirche geholt und in abgelegene Gebiete gebracht. So lagerten sie zunächst im Schloss Pommersfelden in Franken und danach im Schloss Krottorf bei Siegen. Nach einer Diskussion mit dem Gemeindevorstand und den Nationalsozialisten, die die Tür als „typisch deutsche Kunst“ ansahen und sie nicht der Zerstörung durch die Alliierten aussetzen wollten, wurde die Tür daraufhin erneut ins Siegerland ausgelagert. Nach dem Krieg war St. Maria im Kapitol stark beschädigt und die Türe musste in einer der Chorumgangskapelle des Kölner Domes aufbewahrt werden. 
1950 gelangte die Tür wieder in ihre Heimatkirche zurück und wurde dort bis 1984 im südlichen Seitenschiff aufgestellt. In den darauffolgenden Jahren mussten die Torflügel aufgrund von Restaurierungsarbeiten an der Kirche wieder ihren Standort wechseln, erst in die Krypta, dann in die Ostkonche und letztendlich wieder in das südliche Seitenschiff.

## Formaler und technischer Aufbau

### Herstellung
Die zwei Türflügel, die 485 cm hoch und zusammen 248 cm breit sind, bestehen jeweils aus drei Eichenbohlen, auf denen die in Nussbaumholz geschnitzten Rahmen und Tafeln angebracht sind. Um diese herum befinden sich auf jedem Flügel größere, verzierte, wulstartige Rahmen. Zwischen den Tafeln und dem äußeren Rahmen erkennt man die Tituli, die textartigen Überschriften, die zu jedem Bild aufgemalt sind. Darauf folgen reliefartige Schnitzarbeiten, die man als dünne Perlstäbe und durchbrochene Flechtbänder bezeichnen könnte. Diese und runde Knäufe an den Eckpunkten rahmen die einzelnen Bildtafeln. Die Perlstäbe um die Tafeln herum sollen die Lücke zwischen Tafel und Flechtband verdecken. So entsteht der Eindruck eines aus einem Stück Holz gefertigten Reliefs. Doch die einzelnen Rahmenstücke sind mit eisernen Stiften und Nägeln, die durch die Knäufe gebohrt sind, an den Eichenbohlen befestigt. So sind auch die äußeren Rahmenwülste festgenagelt, nur ohne Verzierung mit Hilfe von den Knäufen. Die kleineren Teile, so wie Perlstäbe und Schriftleisten, sind mit dünneren, fast unauffälligen Stiften festgemacht. Dieser Türaufbau folgt der in Antike und Spätantike üblichen Tradition.

### Tafeln und Figuren

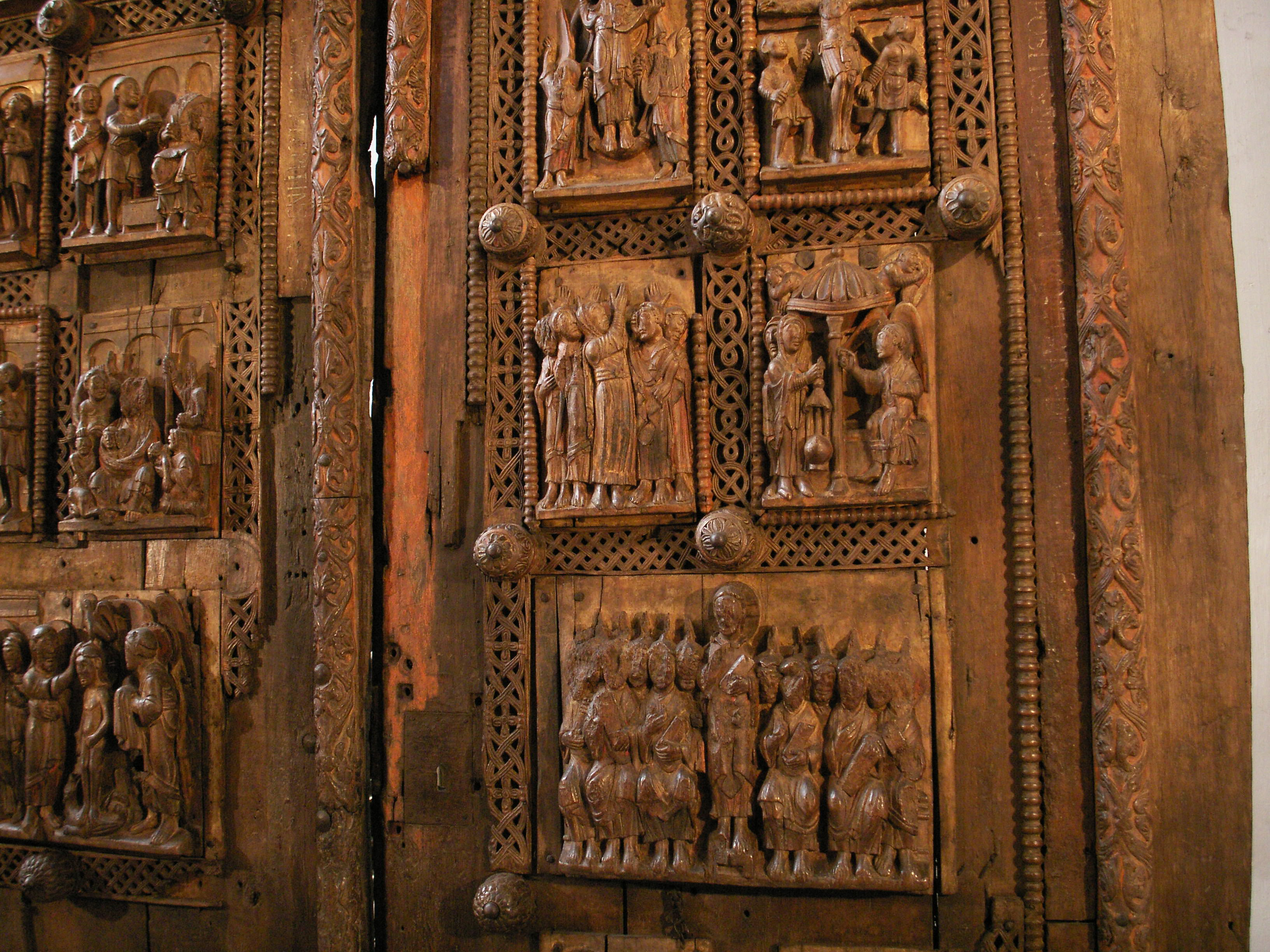
Holztür von St. Maria im Kapitol

Das Relief der Tafeln ist sehr plastisch geschnitzt worden, so dass manche Figuren über den Rahmen hinaus ragen. Vor allem die unteren Tafelränder sind stark hervorgehoben, denn sie dienen als Untergrund für die darauf stehenden Figuren. Die Füße, Beine und Köpfe reichen weiter nach außen zum Betrachter als der Oberkörper. Meist sind die Figuren im Profil abgebildet, in einigen Tafeln jedoch auch in der Frontalansicht. Bei allen lässt sich jedoch von einer starken Körperlichkeit und ausgeprägten Symmetrie reden. Der Schnitzer wollte in aller Genauigkeit die biblische Geschichte erzählen. 
Seit der Barockzeit wurde die Tür hin und wieder mit Ölfarbe überstrichen, die einerseits eine gute Schutzschicht war, aber andererseits auch die Reste der ursprünglichen Bemalung überdeckte. Diese alten Harzfarben wurden 1936 im Schnütgen-Museum wieder freigelegt. An der oberen Hälfte der Tür war die originale Farbigkeit gut erhalten, an der unteren Seite jedoch sehr abgeschliffen. Man erkennt aber noch gut, dass kräftige Farben benutzt wurden. So herrscht in den Rahmen ein starkes Rot, die Perlstäbe sind ebenfalls rot oder grün gehalten, so wie die Blätter und Ranken auf der äußeren Wulst. Der Untergrund der Tafeln ist gelb, was auf die Goldgründe der Buchmalerei deutet. Die Figuren sind in allen möglichen Farben gehalten, dabei wurden zum Teil Augen, Münder und Gewandfalten aufgemalt und nicht geschnitzt, da es für das Schnitzermesser zu fein gewesen wäre.

### Ikonografie

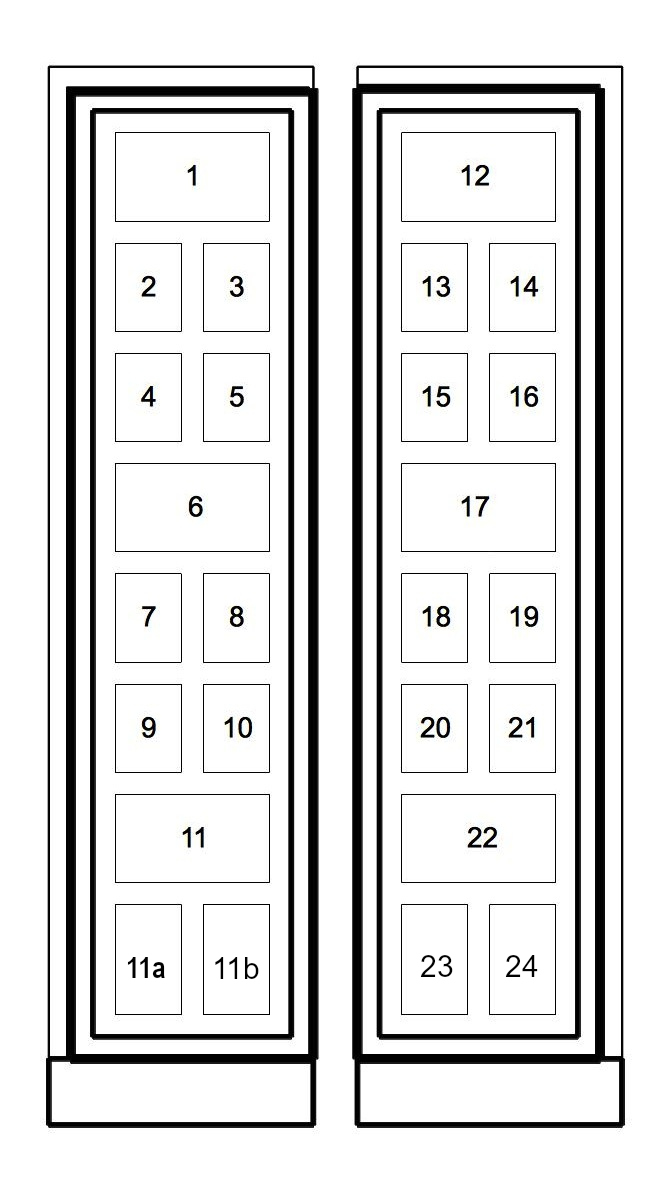
Anordnung der einzelnen Tafeln

22 Tafelbilder veranschaulichen das Leben Jesu von der Verkündigung bis Pfingsten. Vier weitere Tafeln unten an der Tür zeigen die drei Versuchungen Christi und die Huldigung durch zwei Cherubim. Der linke Türflügel beinhaltet die Geburt und Jugend Christi, der rechte hingegen sein Wirken und Leiden. Der Text der Tituli beschreibt folgendes:

„ANGELUS AFFATUR – STERILIS CUI LETIFICATUR HIC DEUS ARTATUR – PASTORIBUS INSINUATUR REX IUBET HII PERGUNT – STELLA DUCE MUNERA PROMUNT
DISCIT UT IN SOMNIS – HOS DUCIT NON PEDE SEGNIS REX DERIDETUR – SIBI VERUM SCRIBA FATETUR PRECIPIT INSONTES – P(UEROS)…
…VITE REDDIT – QUI CECO LUMINA LIVIT
EST ALIIS SOMNUS – DU (M) PETRO PETRA PROFATUR CUM PURIS CENAT – QUI IUDAM PECTORE CELAT (CECAT?)
HIC OBIT – EST POSITUS TUMULO TUMULOQUE LEVATUS
DUM SCANDIT CELOS …“

„Der Engel verkündet – Durch ihn wird die Unfruchtbare erfreut Hier schränkt Gott sich ein – Den Hirten wird er kundgetan Der König befiehlt, diese ziehen fort – geführt von dem Stern bringen sie ihre Geschenke dar
Wie er im Traum lehrt – führt er diese nicht säumigen Fußes Der König wird verspottet – Ihm eröffnet der Schriftgelehrte die Wahrheit
Er gibt den Befehl, die unschuldigen … (Kinder zu töten?)
(Diesen?)… gibt er dem Leben wieder – Er, der dem Blinden die Augen gesalbt hat
Die anderen schlafen – Da sagt er zu Petrus: (Du bist) der Fels Mit den Reinen hält er das Mahl – Der Judas im Herzen verblendet
Hier stirbt er – Er ist ins Grab gelegt worden und aus dem Grabe erstanden
Da steigt er zum Himmel empor …“

| Linker Flügel (Geburt und Jugend)                     | Rechter Flügel (Wirken und Leiden) |
| ----------------------------------------------------- | ---------------------------------- |
| 1. Verkündigung an Maria und Heimsuchung              | 12. Einzug in Jerusalem            |
| 2. Verkündigung an die Hirten                         | 13. Blindenheilung                 |
| 3. Geburt Christi                                     | 14. Auferweckung des Lazarus       |
| 4. Die drei Magier vor Herodes                        | 15. Gethsemani                     |
| 5. Anbetung des Kindes                                | 16. Bereitung des Osterlamms       |
| 6. Josephs Traum und die Flucht nach Ägypten          | 17. Abendmahl                      |
| 7. Zwei Krieger bei Herodes                           | 18. Himmelfahrt                    |
| 8. Rat suchend bei Gelehrtem                          | 19. Christus am Kreuz              |
| 9. Herodes händigt Waffen aus                         | 20. Himmelfahrt                    |
| 10. Kindermord                                        | 21. Frauen am Grabe                |
| 11. Darbringung im Tempel und Taufe Christi im Jordan | 22. Pfingsten                      |

### Anordnung und Verlust

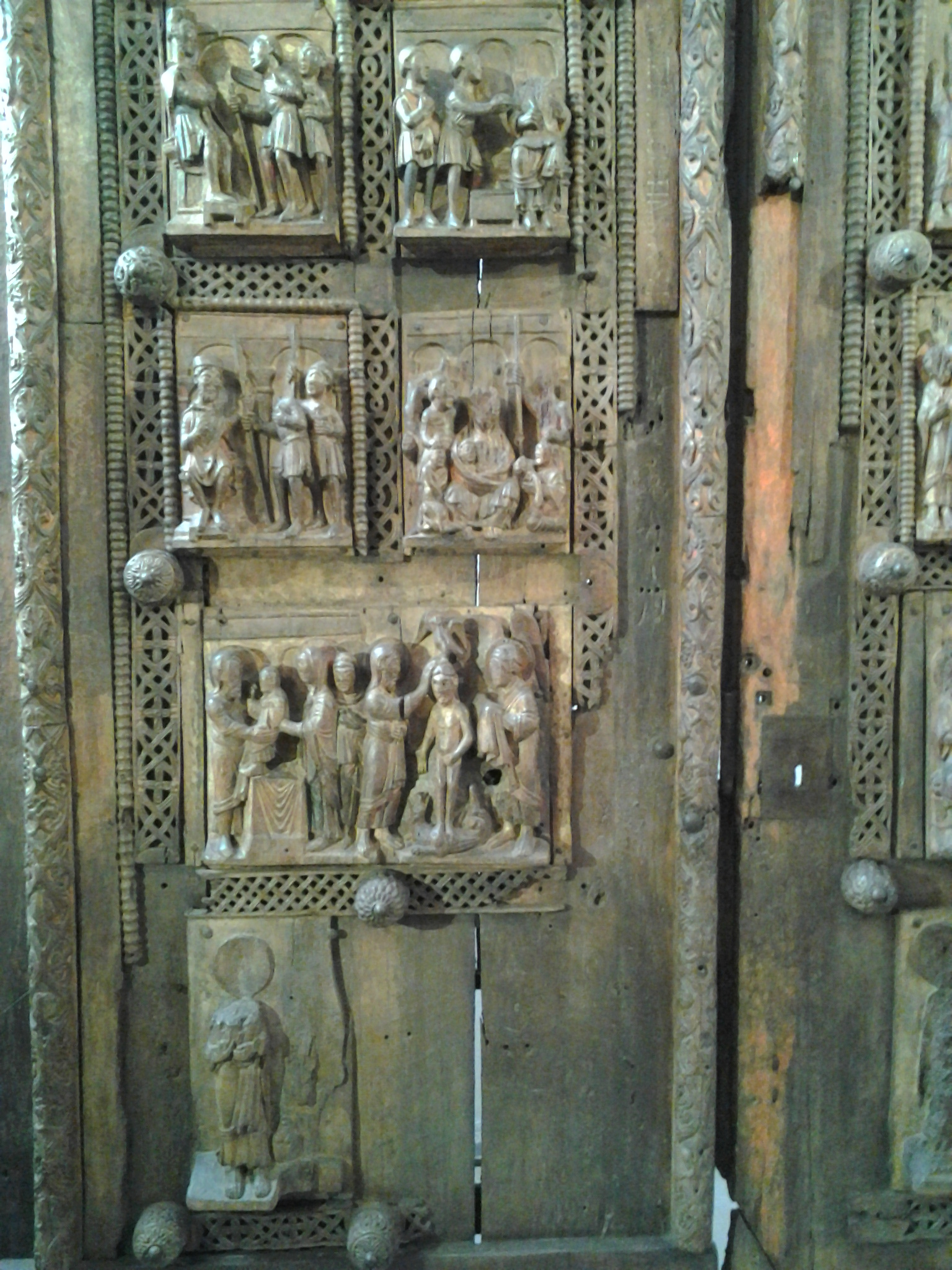
Ausschnitt Tafeln 7–11

Über die Jahre sind viele Rahmenstücke verloren gegangen oder wurden verändert wieder angeordnet, so auch die 2. und 3. Tafel auf dem linken Flügel. Laut der Tituli stand die Verkündigung an die Hirten vor der Geburt Jesu. Auch die Tafeln 7, 8, 9 und 10 sind vertauscht angebracht worden. Nach der Tituli müsste zuerst Christus am Kreuz kommen, dann die Frauen am Grabe und zu guter Letzt die Himmelfahrtbilder. Auffallend ist vor allem auch der Verlust der unteren rechten Tafel auf dem linken Türflügel. Auf dem Gipsabdruck von ca. 1900 sind diese Tafel, wie auch viele Rahmenteile, noch deutlich zu erkennen. Es lässt sich vermuten, dass zum Zweck des Abdruckes die beschädigte Tafel abgenommen wurde und verlorengegangen ist.
Nach der Restaurierung im Jahre 1936 ließen sich mehrere übereinander aufgetragene Farbschichten wiedererkennen. Auch Bildüberschriften, die bis dahin nicht sichtbar waren, wurden wieder lesbar.
Leider kam es in den letzten Jahren auch zu weiterem Verlust von Schnitzarbeiten an den Türen, welcher durch Diebstahl verursacht wurde. So sind die größten Schäden nicht durch Verwitterung oder während des Krieges, sondern erst ca. 950 Jahre nach Vollendung des Werkes durch Menschenhand entstanden.

## Meisterfrage
Es wird angenommen, dass der Künstler dieser Türflügel aus der Gegend um Köln, zwischen Niederrhein und Maas, kam. Dies wurde von Kunsthistorikern vermutet, da in der ersten Hälfte des 11. Jahrhunderts in Köln und Lüttich die Elfenbeinkunst, welche die Kleinfigurige genannt wird, aufblühte, die wohl die Tafelreliefs der Holztür beeinflusste. Andere Wissenschaftler sind sich jedoch sicher, dass nicht nur ein Meister daran gearbeitet hat. Der Kunsthistoriker Richard Hamann beispielsweise war der Meinung, es seien zwei Künstler beschäftigt gewesen, die auf ihre eigene individuelle Art schnitzten und arbeiteten. Weiter war er der Meinung, diese hätten dieselbe Schulung erhalten und seien aus derselben Werkstatt. Hamann versuchte jeden Türflügel einem dieser Meister zuzuordnen. Denn wenn man die drei großen, rechteckigen Tafeln auf der linken Seite mit denen auf der rechten vergleicht, sieht man, dass die auf der linken Seite jeweils zwei Szenen aus dem Leben Christi darstellen, die auf der rechten jedoch nur eine. Einen weiteren Unterschied gibt es in der Ausführung der Reliefs. Vergleicht man die Drei Könige vor Herodes mit der Blindenheilung oder die Flucht nach Ägypten mit dem Abendmahl, so sind die einen plastisch und sehr ausgearbeitet, die anderen hingegen wirken durch ihre klare Struktur und senkrechte Liniengebung. Hamann nannte diesen Künstler einen „Meister der Parallelfiguren“.

## Vorbilder und Nachahmungen

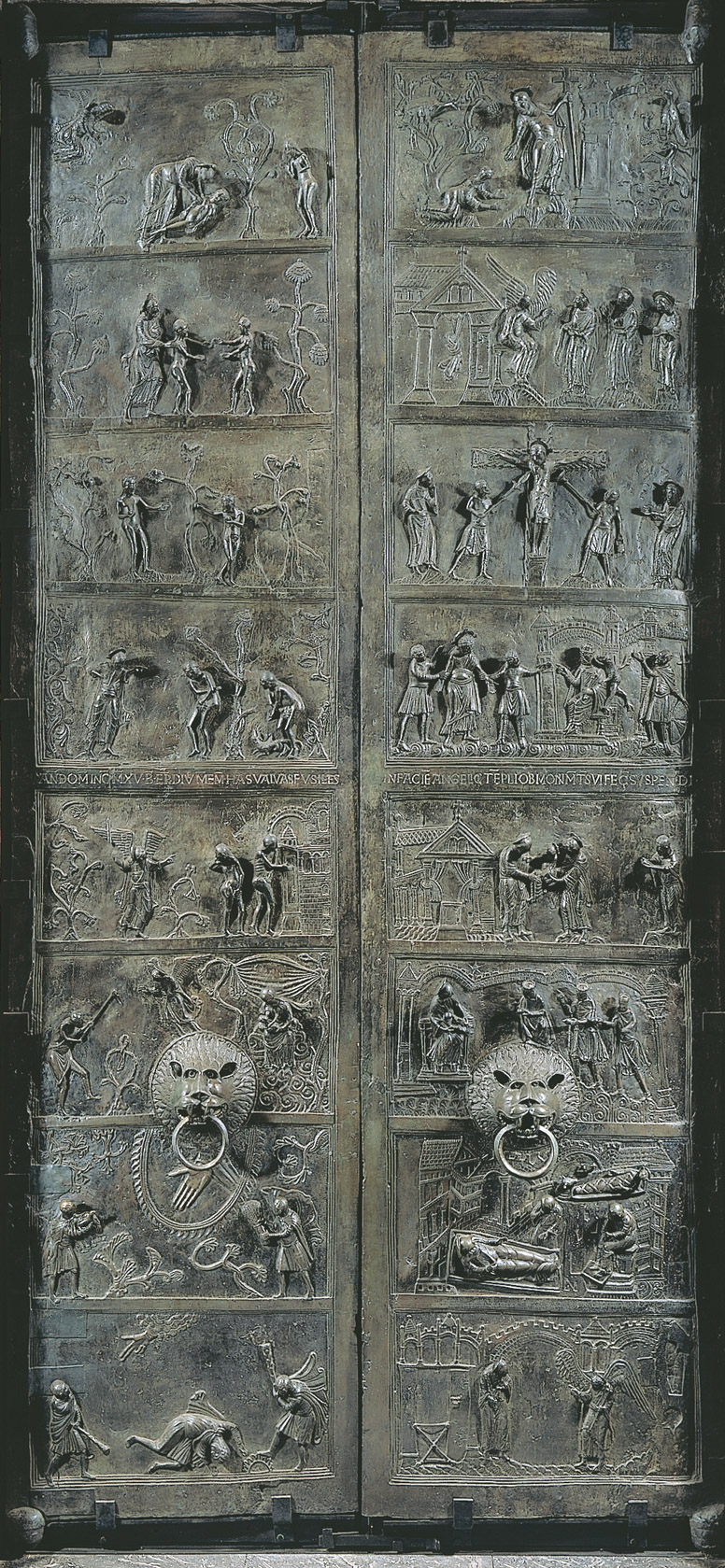
Bernwardstür

Als ältestes Beispiel von Kirchentüren mit Reliefs zählen die Fragmente der spätantiken Holztür von Sant’Ambrogio in Mailand, die gegen Ende des 4. Jahrhunderts gefertigt wurden. Die geschnitzten Tafeln zeigen Szenen aus der Geschichte Davids. Die Kirche S. Sabina in Rom besitzt ebenfalls noch eine spätantike Holztür, auf der alttestamentliche Szenen dargestellt sind, zu datieren um 430.
Die größte Ähnlichkeit hat die Kölner Tür mit der sogenannten Bernwardstür des Doms zu Hildesheim, welche um 1015 entstand. Diese zeigt alt- und neutestamentliche Szenen ab. Die Torflügel sind zwar aus Bronze gegossen, sind jedoch vom Aufbau und der Themenwahl der Kölner Tür das größte Vorbild gewesen. 
Etwa gleichzeitig mit der Entstehung der Tür von St. Maria im Kapitol entstanden die Bronzetür des Augsburger Domes um 1065, diese zeigt mythologische, allegorische und alttestamentliche Szenen. Wie schon oben erwähnt, gelten auch Elfenbeintafeln als Vorbild für die Relieftafeln. Die Kreuzigungsszene auf dem Elfenbeindeckel des Lyskirchen-Evangeliars aus St. Georg zu Köln ähnelt den Schnitzereien der Holztür, so auch die Elfenbeintafel auf dem Buchdeckel des Theophanu-Evangeliar im Essener Domschatz. Außerdem wurden verschiedene Kruzifixe im Stil der Relieftafeln angefertigt, wie das um 1067 aus St. Georg zu Köln stammende.